# Vačice americké

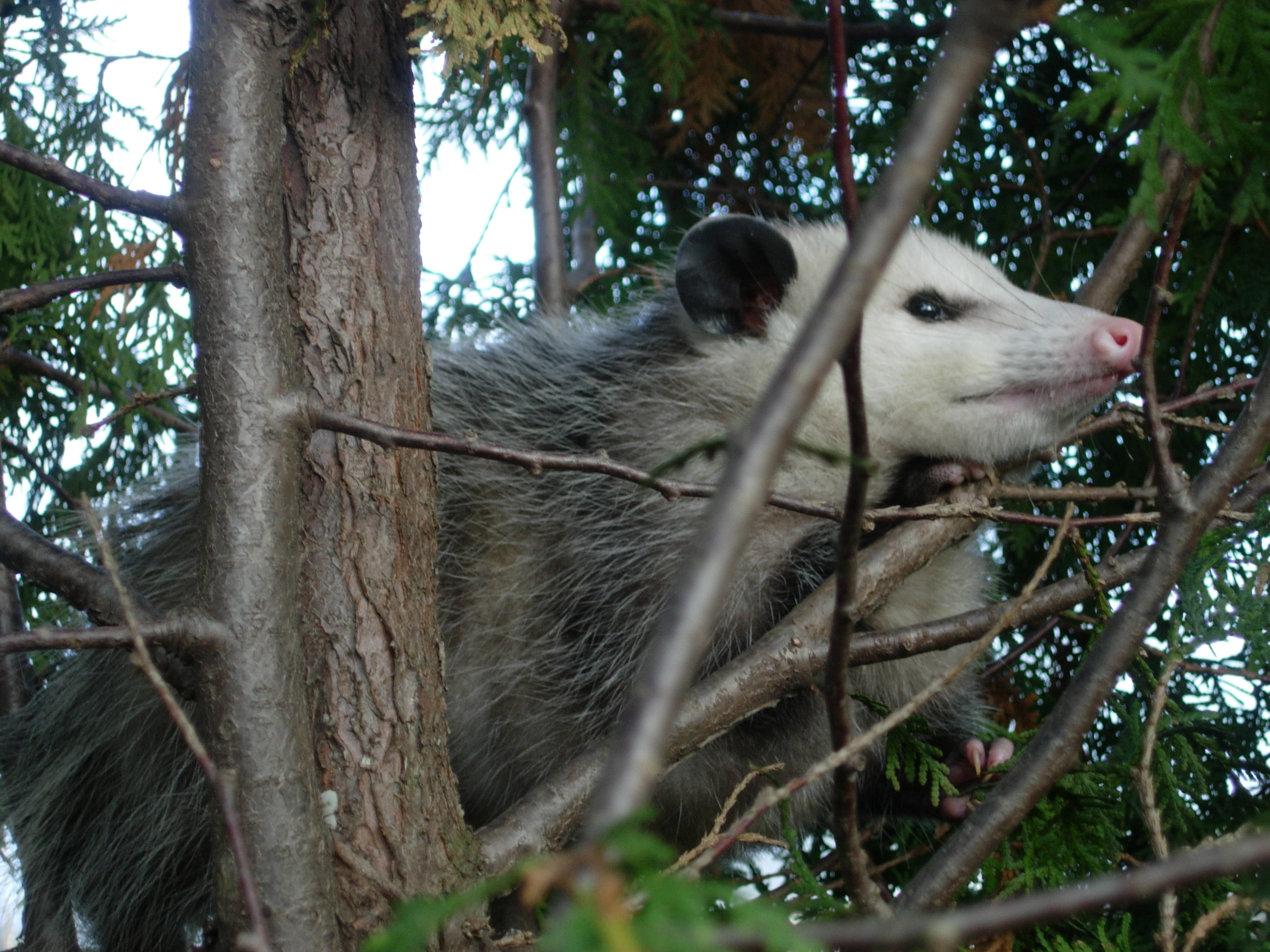
Didelphis virginiana, Ohio.

Vačice americké (Didelphinae) je podčeleď různorodých masožravých nebo hmyzožravých vačnatců obývající střední a Jižní Ameriku.
Je to nejrozšířenější druh vačnatců, který přežil mimo území Austrálie. Jižní Amerika byla výhradním územím vačnatců až do vzniku Panamské šíje (přibližně před 2 miliony let), která spojila oba americké kontinenty. Tímto úzkým pevninským mostem poté začali do Jižní Ameriky pronikat vyspělí placentální savci. Důsledkem střetu dvou světů, vačnatců a placentálních savců, bylo poměrně rychlé vymření téměř všech jihoamerických vačnatců kromě pár druhů vačic amerických. Dokonce druh vačice virginská (Didelphis virginiana) úspěšně pronikl až do Severní Ameriky a i dnes se jeho populace neustále zvyšuje.

## Rody

### Didelphis
- vačice bělobřichá (Didelphis albiventris)
- vačice ušatá (Didelphis aurita)
- vačice opossum (Didelphis marsupialis)
- vačice virginská (Didelphis virginiana)

### Gracilinanus
- vačice bolivijská (Gracilinanus aceramarcae)
- vačice štíhlá (Gracilinanus agilis)
- vačice lesní (Gracilinanus dryas)
- vačice Emiliina (Gracilinanus emiliae)
- vačice severní (Gracilinanus marica)
- vačice malonohá (Gracilinanus microtarsus)

### Chironectes
- vačice vydří (Chironectes minimus)

### Lestodelphys
- vačice patagonská (Lestodelphys halli)

### Lutreolina
- vačice tlustoocasá (Lutreolina crassicaudata)
- Lutreolina massoia[1]

### Marmosa
- vačice Andersonova (Marmosa andersoni)
- vačice šedivá (Marmosa canescens)
- vačice malá (Marmosa lepida)
- vačice mexická (Marmosa mexicana)
- vačice trpasličí (Marmosa murina)
- vačice Robinsonova (Marmosa robinsoni)
- vačice červená (Marmosa rubra)
- vačice Tylerové (Marmosa tyleriana)
- vačice bledá (Marmosa xerophila)

### Marmosops
- vačice úzká (Marmosops cracens)
- vačice Dorotina (Marmosops dorothea)
- vačice tmavá (Marmosops fuscatus)
- vačice Handleyova (Marmosops handleyi)
- vačice světlá (Marmosops impavidus)
- vačice myší (Marmosops incanus)
- vačice panamská (Marmosops invictus)
- vačice noční (Marmosops noctivagus)
- vačice drobná (Marmosops parvidens)

### Metachirus
- vačice hnědavá (Metachirus nudicaudatus)

### Micoureus
- vačice Alstonova (Micoureus alstoni)
- vačice konstantina (Micoureus constantiae)
- vačice chlupatá (Micoureus demerarae)
- vačice chundelatá (Micoureus regina)

### Monodelphis
- vačice andská (Monodelphis adusta)
- vačice třípásá (Monodelphis americana)
- vačice červenoboká (Monodelphis brevicaudata)
- vačice krátkoocasá (Monodelphis dimidiata)
- vačice krysí (Monodelphis domestica)
- vačice amazónská (Monodelphis emiliae)
- vačice plochohlavá (Monodelphis iheringi)
- vačice Kunsova (Monodelphis kunsi)
- vačice marachóská (Monodelphis maraxina)
- vačice vysokohorská (Monodelphis osgoodi)
- vačice slabopruhá (Monodelphis rubida)
- vačice rudohlavá (Monodelphis scalops)
- vačice rejsčí (Monodelphis sorex)
- vačice třípruhá (Monodelphis theresa)
- vačice jednopruhá (Monodelphis unistriata)

### Philander
- vačice Andersonova (Philander andersoni)
- vačice čtyřoká (Philander opossum)

### Thylamys
- vačice chilská (Thylamys elegans)
- vačice dlouhoocasá (Thylamys macrura)
- vačice skalní (Thylamys pallidior)
- vačice nejmenší (Thylamys pusilla)
- vačice sametová (Thylamys velutinus)